# Ödön Gróf
Ödön Gróf, né le 15 avril 1915 et mort le 16 janvier 1997 à San Francisco, est un nageur hongrois spécialiste des épreuves de nage libre.

## Palmarès

### Jeux olympiques
- Jeux olympiques de 1936 à Berlin (Allemagne) :
  -  Médaille de bronze du 4 × 200 m nage libre[1].

### Championnats d'Europe
- Championnats d'Europe 1934 à Magdebourg (Allemagne) :
  -  Médaille d'or du 4 × 200 m nage libre.